# Кочергин, Евгений Александрович
Евге́ний Алекса́ндрович Кочерги́н (род. 7 ноября 1945, Сталинград) — советский и российский диктор и телеведущий. Диктор Центрального телевидения Гостелерадио СССР. Заслуженный артист Российской Федерации (2021).

## Биография
Евгений Кочергин родился 7 ноября 1945 года в Сталинграде (ныне — Волгоград).
После окончания средней школы поступил на факультет радиоэлектроники в институт в Томске, но не закончил и уехал на комсомольскую стройку в г. Мирный в Якутии. Работал помощником геолога, занимался разведкой алмазных месторождений. Позже работал инженером-диспетчером на строительном объекте.
Телевизионную карьеру начинал в городе Мирном (Якутия), оттуда был направлен на курсы в Москву.
В 1972 году окончил факультет планирования промышленности финансово-промышленного института в Москве. Работал инженером, был членом КПСС.
В 1970-х годах зачислен в штат дикторов Центрального телевидения Гостелерадио СССР. Учился у Юрия Левитана, Людмилы Кайгородовой, Ольги Высоцкой, проходил практику на радиостанции «Маяк». На протяжении нескольких десятилетий вёл одну из главных программ в Советском Союзе — программу «Время».
Принимал участие в трансляциях праздников и торжеств на Красной площади, участвовал в открытии мемориального комплекса на Поклонной горе. В 1980 году выступал в роли диктора-комментатора на открытии и закрытии Летних Олимпийских игр в Москве. В 1985 году в паре с Верой Шебеко и Александром Тихомировым провел прямые трансляции со стадиона «Лужники» торжественных церемоний открытия и закрытия XII Всемирного фестиваля молодежи и студентов в Москве (о начале трансляций сообщал Игорь Кириллов).
Принимал участие в праздничных концертах, приуроченных к памятным датам, в Государственном Кремлёвском дворце (КДС), в Колонном зале Дома Союзов, ГЦКЗ «Россия». Является неизменным ведущим празднования Дня города Москвы. Принимал участие в проведении Дней советского телевидения в Югославии, Венгрии, Болгарии и ряде других стран.
19 августа 1991 года, во время августовского путча, Евгений Кочергин вместе с диктором Верой Шебеко зачитал в программе «Время» на Центральном телевидении заявление ГКЧП о невозможности исполнения Президентом СССР М. С. Горбачёвым своих обязанностей по состоянию здоровья и о введении в стране чрезвычайного положения. После поражения и самороспуска ГКЧП последний выпуск программы провел с Галиной Зименковой.
После ухода из программы «Время» Кочергин ещё несколько лет читал программу телепередач на 1-м телевизионном канале Останкино.
С 1994 по 1997 годы работал экономическим обозревателем на телеканале «Деловая Россия».
Ведущий большого количества литературно-художественных программ на Всероссийском радио («После полуночи. Для тех, кто не спит», «Нашей юности оркестр» и многие другие).
Записал на фирме «Мелодия» большое количество грампластинок с программами изучения русского языка для зарубежных стран.
С 1997 по 2001 год — ведущий и руководитель телевизионной программы «Деловая Московия» на телеканале «Московия», а также еженедельного приложения «Дайджест Деловой Московии». Диктор праздничных прямых трансляций.
По данным на 2016 год являлся преподавателем Московского института телевидения и радиовещания «Останкино» (МИТРО) по специальности «Мастерство телеведущего», а также одним из дикторов телеканала «Радость моя». Также Евгений Александрович был первым ведущим передачи «Грамотные истории» на том же канале, до того как его заменила Татьяна Судец.

## Личная жизнь
Отец — Александр Кочергин, фронтовик, скончался от ран, полученных на войне, когда Евгению было всего 7 лет. Мать работала фельдшером.
Первый раз женился, работая в г. Мирном. В браке родилась дочь Наталия, юрист.
Вторая супруга — Нина Ивановна Гусева (умерла в 2021 г.), инженер-строитель.
- Дочь — Ирина Евгеньевна Володина (15 сентября 1979 — 14 января 2016), выпускница МГИМО[9], погибла в результате падения лифта в доме № 79 жилого комплекса «Алые паруса» в Москве[10][11]. 
  - Внучки — Анастасия и Анна

## Награды
- 2014 — Ведомственная памятная медаль «40 лет Байкало-Амурской магистрали» — награждён приказом Министерства транспорта Российской Федерации в ознаменование 40-летия со дня начала строительства Байкало-Амурской железнодорожной магистрали (БАМа)[12].
- 2021 — Заслуженный артист Российской Федерации (18 ноября 2021 года) — за заслуги в развитии отечественной культуры и искусства, многолетнюю плодотворную деятельность[13]